# Hrabstwo Boone (Missouri)
Hrabstwo Boone (ang. Boone County) – hrabstwo w stanie Missouri w Stanach Zjednoczonych. Obszar całkowity hrabstwa obejmuje powierzchnię 691,31 mil2 (1 790 km²). Według danych z 2010 r. hrabstwo miało 162 642 mieszkańców. Hrabstwo powstało 16 listopada 1820 roku i nosi imię Daniela Boonea - amerykańskiego pioniera i osadnika, który wytyczył przejście do Kentucky przez Appalachy.

## Sąsiednie hrabstwa
- Hrabstwo Randolph (północ)
- Hrabstwo Audrain (północny wschód)
- Hrabstwo Callaway (wschód)
- Hrabstwo Cole (południe)
- Hrabstwo Moniteau (południowy zachód)
- Hrabstwo Cooper (zachód)
- Hrabstwo Howard (północny zachód)

## Miasta
- Ashland
- Centralia
- Columbia
- Hallsville
- Rocheport
- Sturgeon

## Wioski
- Harrisburg
- Hartsburg
- Huntsdale
- McBaine
- Pierpont